# Karya
Karya (in greco Καρυά?) è un ex comune della Grecia nella periferia delle Isole Ionie (unità periferica della Leucade, sull'omonima isola) con 1427 abitanti secondo i dati del censimento 2001.
È stato soppresso a seguito della riforma amministrativa, detta Programma Callicrate, in vigore dal gennaio 2011 ed è ora compreso nel comune di Leucade.

## Località
Karya è suddiviso nelle seguenti comunità (i nomi dei villaggi tra parentesi):
- Egklouvi (Egklouvi, Ammokampos)
- Karya
- Pigadisanoi